# Leszczyńce
Leszczyńce (ukr. Ліщинці) – wieś na Podolu, w rejonie pohrebyszczeńskim obwodu winnickiego.

## Dom
- dom z salonem wyposażonym w meble w stylu Ludwika XV, obrazy: Juliusza i Wojciecha Kossaka, szkice Matejki; obok park angielski. Własność Abramowiczów[3].